# Съюзническа война (91–88 пр.н.е.)
Вижте пояснителната страница за други значения на Съюзническа война.
Съюзническата война през 91 пр.н.е. – 88 пр.н.е. (на латински: bellum sociale) е война на италийските племена против римската държавна система (res publica) за получаване на отказаните от Рим пълни граждански права (civitas Romana).
Във въстанието участват племенните групи на марсите на север и изток на Рим, също така и самнитите, докато гръцките градове в Южна Италия и Етрурия не вземат участие.
В Корфиниум (до Сулмона) е създаден сенат и градът е преименуван в Италия. Секат и монети. Генерал Гай Марий не успява да ги разгроми. Накрая Рим, с Lex Plautia Papiria, дава римско гражданство (civitas Romana) на италийците южно от По през 89 пр.н.е. През същата година с Lex Pompeia de Transpadanis на консул Гней Помпей Страбон се дава на жителите северно от По латинско гражданско право.